# Еремян, Николай Амбарцумович
Никола́й Амбарцу́мович Еремя́н (род. 10 мая 1944, Кропоткин, Краснодарский край) — российский предприниматель, генеральный директор Кропоткинского машиностроительного завода (1988—2018). Заслуженный машиностроитель Российской Федерации. Почётный гражданин города Кропоткина (2004). Герой труда Кубани (2018).

## Биография
Николай Еремян родился 10 мая 1944 года в городе Кропоткине Краснодарского края. Его дед был родом из Азербайджана.
Там же он окончил среднюю школу № 44. В 1970 году окончил Ростовский институт инженеров железнодорожного транспорта (ныне Ростовский государственный университет путей сообщения) по специальности «инженер-механик дорожных строительных машин». После работы по распределению на севере вернулся в 1974 году на Кубань. Его направили на в то время строящийся завод «КрЭМЗ». Он, как главный инженер, заказывал заводу необходимое оборудование.

### Деятельность
С 1974 года работал на Кропоткинском машиностроительном заводе — крупнейшем предприятии города. Пройдя трудовой путь от рядового инженера, Николай Еремян возглавил завод в 1988 году. ОАО «КрЭМЗ», возглавляемое им, является одним из основных бюджетообразующих предприятий города. В то время на нём кипела активная жизнь, на предприятии работало 700 человек, почти все из которых были кропоткинцами.
Новому директору было поручено обеспечить постоянное место для тренировок кропоткинской женской баскетбольной команды, вышедшей в высшую лигу. На протяжении многих лет учреждение оказывало финансовую поддержку этой спортивной команде. Николай Амбарцумович обратился в профильное министерство с ходатайством о строительстве спортивного комплекса «Прометей». Деньги были выделены, и тренер команды Анатолий Дмитриевич Жихарев вместе со строителями и баскетболистами принялись за работу. После третьей волны сокращения на «КрЭМЗе», проводившегося из-за Перестройки, на заводе осталось работать 200 человек.
Под его руководством завод значительно увеличил объёмы производства и расширил ассортимент выпускаемой продукции. К примеру объём производства только за первое полугодие 2004 года увеличился на 18,3 % по сравнению с тем же периодом предыдущего года.
Ежегодно Кропоткинский машиностроительный завод перечисляет в бюджет Кропоткина более 5 млн рублей налоговых платежей, а 256 горожан обеспечены рабочими местами (по состоянию на 2015 год). В своё время Николай Еремян поддержал строительство спорткомплекса «Смена» в микрорайоне № 1 и преуспел в возведении многоэтажек в Кропоткине, всего вышло 400 квартир. Жильём предоставлялись заводские рабочие, врачи, учителя, военнослужащих частей, выведенных из Германии. Это произошло после того, как «КрЭМЗ» стал единственным в стране, освоившим выпуск уникальных машин для прокладки нефтегазопроводов. Машиностроительный завод построил в Кропоткине 7 многоквартирных жилых домов, общежитие, котельную, спортивный комплекс и вложил немалые средства в развитие инженерной инфраструктуры и социальной сферы Кропоткина.
Депутат городской думы Кропоткина нескольких созывов.
Решением № 397 думы муниципального образования города Кропоткина от 12 августа 2004 года Николаю Еремяну было присвоено звание «Почётный гражданин города Кропоткина». В 2005 году Николай Еремян был награждён знаком «Почётный меценат и благотворитель». В 2008 году вышла книга о Н. А. Еремяне из серии «Наши знаменитые граждане», изданная Кропоткинским городским отделением Российского общества историков-архивистов.
В мае 2018 года покинул пост директора Кропоткинского завода и стал помогать уже новому руководителю Николаю Латынину. В июне губернатор Краснодарского края Вениамин Кондратьев вручил Николаю Еремяну медаль «Герой труда Кубани».

## Награды
- Медаль «За выдающийся вклад в развитие Кубани» II степени;
- Медаль «Ветеран труда»;
- Медаль «За пользу Отечеству имени В. Н. Татищева»;
- Заслуженный машиностроитель Российской Федерации (30 августа 1996)[8];
- Почётный нефтяник Российской Федерации;
- «Почётный гражданин города Кропоткина» (12 августа 2004);
- «Почётный меценат и благотворитель» (2005);
- Медаль «Герой труда Кубани» (30 марта 2018) — за многолетний добросовестный труд и большой личный вклад в развитие машиностроительной отрасли Краснодарского края

## Личная жизнь
Жена — Людмила Алексеевна Еремян, работала преподавателем русского языка. По распределению после института на Север пара уехала уже помовленной.
Вместе с супругой основал местные Общество пушкинистов и музей имени А. С. Пушкина. Людмила Еремян продумала содержание и интерьер музея, организовала сбор уникальных экспонатов. Жители Кропоткина приносили редкие издания книг, предметы искусства, связанные с творчеством поэта. Благодаря Николаю Еремяну и Обществу пушкинистов в центре города появился бюст Пушкина.